# Akrotonie
Als Akrotonie versteht man die Förderung der Knospengröße und damit der Seitentrieblänge an den Spitzen von Jahrestrieben. Die Größe von tieferliegenden oder nahe der Jahrestriebbasis gebildeten Seitenknospen bleibt zurück, oder die Knospen treiben gar nicht aus. Damit führt Akrotonie zu verstärkter Trieb- und Blattbildung im äußeren Kronenbereich, im lichtschwachen Kroneninneren wird die Verzweigungsintensität reduziert. Akrotonie ist typisch für das Wachstum von Bäumen und eine Ursache für den stockwerkartigen Aufbau der meisten Nadelbäume.  Bei Blütenständen bedeutet Akrotonie die Förderung der Endblüte und der oberen Seitenzweige.
Basitonie, die Förderung der Knospen im basalen Bereich (am Boden), ist typisch für Sträucher, die Ausbildung von Knospen im mittleren Bereich wird als Mesotonie bezeichnet.
Der Ausdruck Akrotonie wurde zuerst von Karl Göbel 1928 für die Förderung des Blattwachstums im oberen Teil eingeführt, später hat er ihn auch für Blütenstände verwendet.